# Staré Mesto (Bratislava)
Staré Mesto (deutsch Altstadt, ungarisch Óváros) umfasst den historischen Kern der slowakischen Hauptstadt Bratislava sowie einige angrenzende Gebiete.
Die meisten Sehenswürdigkeiten der Stadt sowie auch viele Einrichtungen der slowakischen Regierung und Verwaltung sowie der Stadtverwaltung befinden sich hier und der historische Stadtkern ist größtenteils noch erhalten.

## Beschreibung
Der westliche Teil des Gebiets ist überwiegend durch die Ausläufer der Kleinen Karpaten und durch das Slavín-Denkmal, den Horský park (Gebirgspark), Villen vermögender Einwohner sowie Botschaftsresidenzen charakterisiert. Das bergige Gelände endet im Süden an der Donau, wichtigste Dominante ist hier die Burg Bratislava. Gleich nebenan befindet sich das Gebäude des slowakischen Nationalrats (Parlaments). Direkt an der Donau steht ein Denkmal für den Rabbi Moses Schreiber (auch Moses Sofer, Chatam Sófer). Im Westen grenzt das Gebiet an die Mlynská dolina (deutsch Mühltal) und die stark befahrene Autobahn D2 als Teil der Verbindung Prag-Budapest. Unter der Burg stehen die Reste des ehemaligen Orts/Stadtteils Podhradie (deutsch Schlossgrund). Im Norden ist der Stadtteil durch das Stadtviertel Patrónka sowie die im Stadtverkehr stark in Anspruch genommene Straßen Brnianska, Pražská und Šancová geprägt, hier befindet sich auch der Hauptbahnhof. Östlich des Villenviertels fallen die Hügel Richtung Straße Palisády und die eigentliche Innen- und Altstadt, wobei die vierspurige Straße Staromestská die Burg und Podhradie markant vom historischen Stadtkern trennt. Das weit im Osten liegende Gebiet um die Straßen Mlynské nivy und Landererova, an der Grenze zum Stadtteil Ružinov, wirkt hingegen durch die noch laufende Umwandlung aus einem Industriegebiet in ein Büro- und Hausviertel modern aus.
Nachfolgend eine Auswahl bemerkenswerter Bauwerke, Plätze und Straßen in der Altstadt und unmittelbaren Umgebung.

### Bauwerke

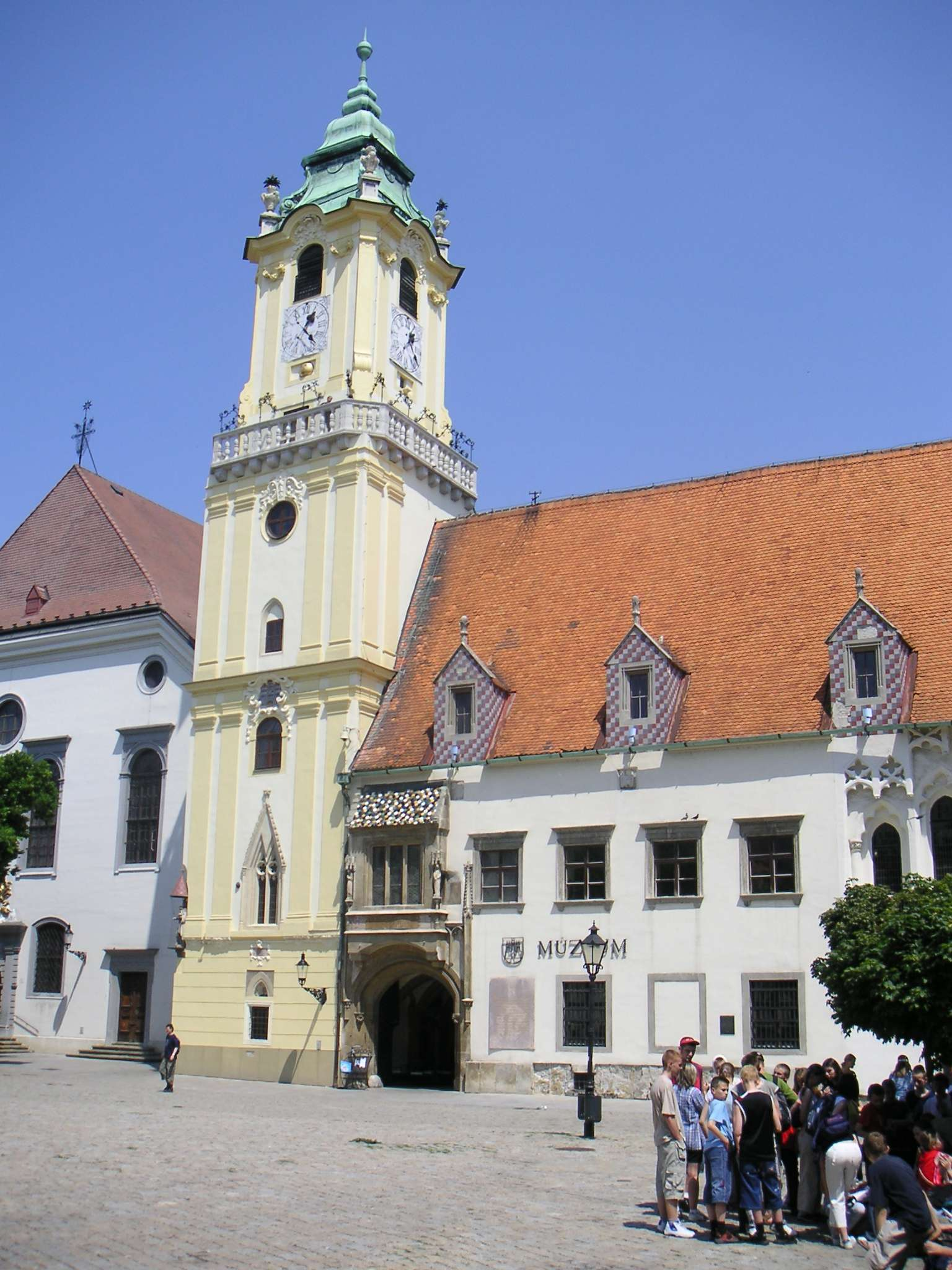
Altes Rathaus am Hauptplatz

- Palais Grassalkovich, Sitz des Staatspräsidenten
- Altes Rathaus am Hauptplatz
- Martinsdom, Krönungskirche ungarischer Herrscher
- Michaelertor, Teil der einstigen Stadtbefestigung
- Primatialpalais, Sitz des Bürgermeisters, früher des Erzbischofs
- Erzbischöfliches Sommerpalais, Sitz der slowakischen Regierung
- Comenius-Universität
- Hauptbahnhof mit Zugverbindungen nach Brünn-Prag(-Dresden-Berlin-Hamburg), Krakau(-Warschau), Kaschau, Budapest und Wien(-Linz-Salzburg-Innsbruck-Zürich)
- altes und neues Slowakisches Nationaltheater
- Brücke des Slowakischen Nationalaufstandes
- Reduta, neoklassizistisches Gebäude und Sitz der Slowakischen Philharmonie
- zahlreiche Palais, siehe Liste der Palais in Bratislava

### Plätze, Straßen und Sonstiges
- Hauptplatz (Hlavné námestie)
- Franziskanerplatz (Františkánske námestie)
- Primatialplatz (Primaciálne námestie)
- Platz des Slowakischen Nationalaufstands (Námestie SNP, früher Marktplatz bzw. Republikplatz)
- Kamenné námestie (Steinplatz)
- Hviezdoslav-Platz (Hviezdoslavovo námestie)
- Fischplatz (Rybné námestie)
- Ľudovít-Štúr-Platz, früher Krönungshügelplatz
- Hodža-Platz (Hodžovo námestie)
- Platz der Freiheit (Námestie slobody)
- Obchodná ulica (früher Schöndorferstraße), eine Einkaufsstraße
- Statuen auf den Straßen der Altstadt, unter anderem Andy Warhol, Schöner Naci, ein Gaffer in einem Kanaldeckel (Čumil) und ein Paparazzo.
- Andreas-Friedhof (Ondrejský cintorín) ein ehemaliger Friedhof

Die Altstadt ist der „Touristenmagnet“ von Bratislava; am Donauufer legen Flusskreuzfahrtschiffe an.

## Bürgermeister

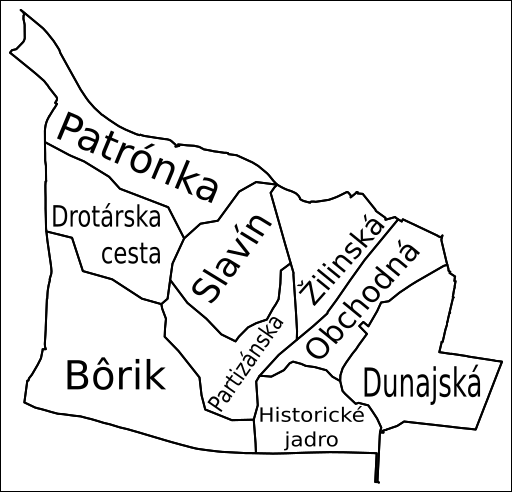
Stadtteilviertel

- 1990–1994: Miloslava Zemková
- 1994–2002: Andrej Ďurkovský
- 2002–2006: Peter Čiernik
- 2006–2010: Andrej Petrek
- 2010–2014: Tatiana Rosová
- 2014–2018: Radoslav Števčík
- seit 2018: Zuzana Aufrichtová

## Bevölkerung
Nach der Volkszählung 2011 wohnten im Stadtteil Staré Mesto 38.655 Einwohner, davon 17.933 Slowaken, 1155 Magyaren, 640 Tschechen, 168 Deutsche, 74 Mährer, 67 Russinen, 48 Russen, 44 Bulgaren, jeweils 42 Roma und Ukrainer, 40 Juden, 31 Polen, 27 Serben und 26 Kroaten. 356 Einwohner gaben eine andere Ethnie an und 1091 Einwohner machten keine Angabe zur Ethnie.
19.350 Einwohner bekannten sich zur römisch-katholischen Kirche, 2770 Einwohner zur Evangelischen Kirche A. B., 390 Einwohner zur griechisch-katholischen Kirche, 208 Einwohner zur orthodoxen Kirche, 189 Einwohner zur reformierten Kirche, 147 Einwohner zur jüdischen Gemeinde, 137 Einwohner zur Brüderbewegung, 130 Einwohner zu den Zeugen Jehovas, 122 Einwohner zur evangelisch-methodistischen Kirche, 70 Einwohner zu den Baptisten, 65 Einwohner zu den christlichen Gemeinden, 52 Einwohner zur apostolischen Kirche, 48 Einwohner zur tschechoslowakischen hussitischen Kirche, 40 Einwohner zu den Siebenten-Tags-Adventisten, 31 Einwohner zur altkatholischen Kirche, 30 Einwohner zu den Mormonen, 23 Einwohner zur Bahai-Religion und 12 Einwohner zur neuapostolischen Kirche. 519 Einwohner bekannten sich zu einer anderen Konfession, 11.512 Einwohner waren konfessionslos und bei 2810 Einwohnern wurde die Konfession nicht ermittelt.